# Костурница црвеноармејаца
Костурница црвеноармејаца је гробница погинулих бораца Црвене армије који су учествовали у завршним борбама ослобођења рудничко–таковског краја у Другом светском рату. Костурница у којој је сахрањено 408 бораца, налази се у оквиру Спомен-парка Брдо мира у Горњем Милановцу.
Костурница црвеноармејаца је изграђена 1962. године, одмах до костурнице палих бораца таковског краја, са којом чини једну целину са идетичним споменицима и са заједничком оградом од топовских граната повезаних ланцима.
Споменик над костурницом је озидан од црвених гранитних грубо тесаник квадера, у виду обрнуте зарубљене пирамиде, са спомен плочом од белог мермера са посветом борцима и официрима Црвене армије.  